# محاسبات مادر
محاسبات مادر (به تامیلی: Amma Kanakku) فیلمی هندی محصول سال ۲۰۱۶ و به کارگردانی آشوینی آیر تیواری است. در این فیلم بازیگرانی همچون امالا پال، یووا لاکشمی، رواتهی و ساموتیراکانی ایفای نقش کرده‌اند.